# Верхратский, Иван Григорьевич
Иван Григорьевич Верхратский (укр. Іван Верхратський; 24 апреля 1846, Бильче-Золотое — 29 ноября 1919, Львов) — украинский галицкий натуралист, педагог, языковед, писатель, общественный деятель, исследователь языка и фольклора лемков. Псевдонимы — Гороховский Любарт, Спивомир Любарт, Лосун, Подоляк, Уховертка и другие.

## Биография
Родился 24 апреля 1846 года в селе Бильче (теперь Бильче-Золотое Тернопольской области). В 1848 году умер его отец и мать осталась с четырьмя детьми. Впоследствии она переехала во Львов и здесь И. Верхратский поступил в школу, а позже — в гимназию.
В 1868 окончил философский факультет Львовского университета, позже курс природоведения в Краковском университете (1874). Преподавал естествознание в украинских гимназиях Дрогобыча (среди его учеником был Иван Франко), Станислава и Львова.
Занимался исследованием юго-западных украинских говоров и диалектов.
Большое внимание уделял изучению лемковского фольклора в Словакии. В 1897 и 1899 годах совершил туда научные поездки.
Первая работа, посвящённая фольклору лемков южных склонов Карпат — «Гоя Дюндя и собиткы на Венгерской Руси» (1899), в которой дано описание основных календарных обычаев, сопровождавшихся весенними песнями (сёла Вапенник, Петрина, Дрично, Збойные). Обряд собиток записан в с. Бодружал. Богатый материал, охватывающий 36 сел Лабирщины, Бардиевщины и Спиша, изложил в монографии «Знадоби к познанию венгерско-русских говоров» (1901).
Говору лемков северных склонов Карпат он посвятил монографию «Про говор галицких лемков» (Львов, 1902), ставшую монументальной работой в этой области, не потерявшей поныне научной ценности. Книга состоит из введения «Грамматика», «Примеров беседы галицких лемков», куда входят рассказы и поговорки из разных сёл, загадки, пословицы, песни и «Словаря».
Был действительным членом Научного общества им. Шевченко во Львове и первым председателем его математическо-естественно-медицинской секции.
Верхратский — основоположник украинской научной терминологии по естествознанию.
В 1880 году издавал журнал «Денница».
Умер 29 ноября 1919 года. Похоронен на Лычаковском кладбище во Львове.

## Публикации
Автор научных работ по украинской диалектологии и лексикологии:
- «Знадоби до словаря южнорусского» (1877);
- «Знадоби к познанию венгерско-руских говоров» (1899—1901);
- «Про говор галицких лемков» (1902).

И. Верхратский заложил основы украинской научно-естественной терминологии трудом «Начала к уложению номенклатуры и терминологии природописно, народной» (1864—1879).
Написал учебники для гимназий по ботанике, зоологии и минералогии. Переводил с польского и русского языков.